# Beziehungen zwischen Norwegen und den Vereinigten Staaten

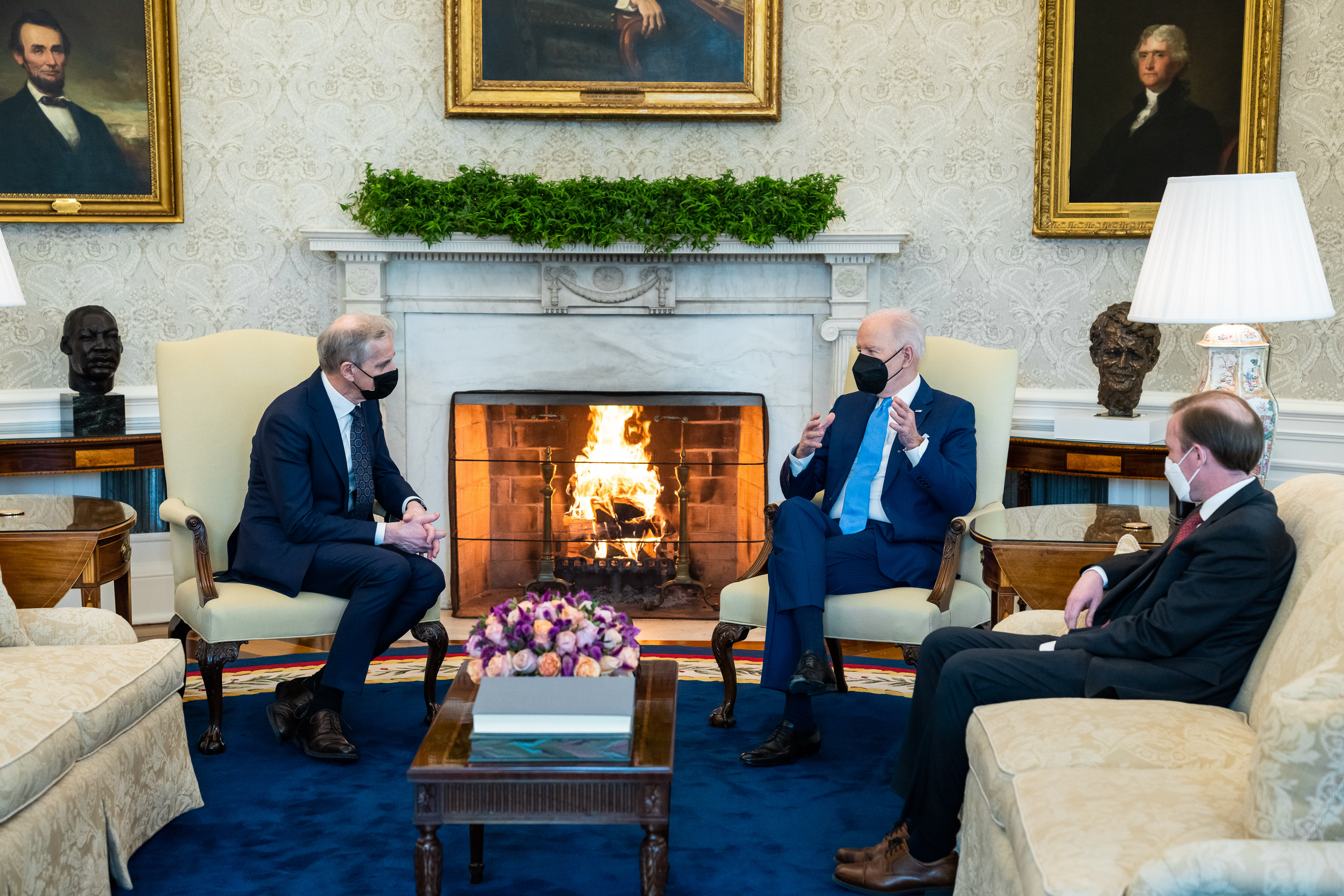
US-Präsident Joe Biden und Ministerpräsident Jonas Gahr Støre im Weißen Haus (2022)

Die Beziehungen zwischen Norwegen und den Vereinigten Staaten bezeichnen das zwischenstaatliche Verhältnis zwischen dem Königreich Norwegen und den Vereinigten Staaten von Amerika (USA). Beide Staaten unterhalten enge diplomatische, wirtschaftliche und kulturelle Kontakte. Norwegen ist seit 1949 NATO-Bündnispartner der USA und gilt als enger Verbündeter.
Als Norwegen 1905 die Union mit Schweden auflöste, gehörten die USA zu den ersten Ländern, die Norwegens Unabhängigkeit anerkannten. Noch im selben Jahr wurden offizielle diplomatische Beziehungen aufgenommen. In beiden Weltkriegen standen Norwegen und die USA auf derselben Seite; während der deutschen Besetzung Norwegens im Zweiten Weltkrieg unterhielten die USA Kontakte zur norwegischen Exilregierung in London. Nach Kriegsende unterstützten die USA Norwegen im Rahmen des Marshallplans. 1949 wurde Norwegen Gründungsmitglied der NATO. Während des Kalten Kriegs war Norwegen ein bedeutender geostrategischer Partner der USA in Nordeuropa. Auch heute bestehen enge sicherheitspolitische Beziehungen, etwa durch gemeinsame Manöver und die Stationierung von US-Militärmaterial in Norwegen. 2022 unterzeichneten beide Staaten ein bilaterales Verteidigungskooperationsabkommen (Supplementary Defense Cooperation Agreement), das den rechtlichen Rahmen für eine vertiefte militärische Zusammenarbeit bildet.
Die kulturellen Beziehungen beider Staaten sind unter anderem durch die starke norwegischstämmige Gemeinschaft in den USA geprägt. Zwischen dem 19. und 20. Jahrhundert wanderten über 800.000 Norweger in die USA aus. Um die Jahrtausendwende lebten etwa 4,5 Millionen US-Amerikaner mit norwegischen Wurzeln in den Vereinigten Staaten, insbesondere im Mittleren Westen (z. B. Minnesota, Wisconsin, Iowa). Das waren fast genauso viele Menschen, wie zu diesem Zeitpunkt in Norwegen lebten. Neben familiären Bindungen bestehen auch enge akademische und kulturelle Austauschprogramme, z. B. durch Fulbright-Stipendien oder gemeinsame Forschungsprojekte.
Die wirtschaftlichen Beziehungen sind vielfältig. Das bilaterale Handelsvolumen mit Waren betrug 2024 rund 11,2 Milliarden US-Dollar. Zu den wichtigsten Exportgütern Norwegens in die USA zählen Erdölprodukte, Gas, Aluminium, Fische und chemische Erzeugnisse; die USA exportieren vor allem Maschinen, Flugzeuge und elektronische Geräte nach Norwegen. Die USA sind außerdem ein bedeutender Investor im norwegischen Öl- und Gassektor. Umgekehrt investieren norwegische Unternehmen wie Equinor, Norsk Hydro oder Aker Solutions in den USA – insbesondere in den Bereichen Energie, Schiffbau, Aluminium und Offshore-Windkraft. Zudem hält der norwegische Staatsfonds große Anteile an US-Unternehmen und Immobilien.
Die USA unterhalten eine Botschaft in Oslo. Norwegen verfügt über eine Botschaft in Washington, D.C. sowie Generalkonsulate in New York City und San Francisco. Außerdem bestehen Honorarkonsulate in Städten wie Chicago, Houston und Minneapolis.